# کک (سوخت)

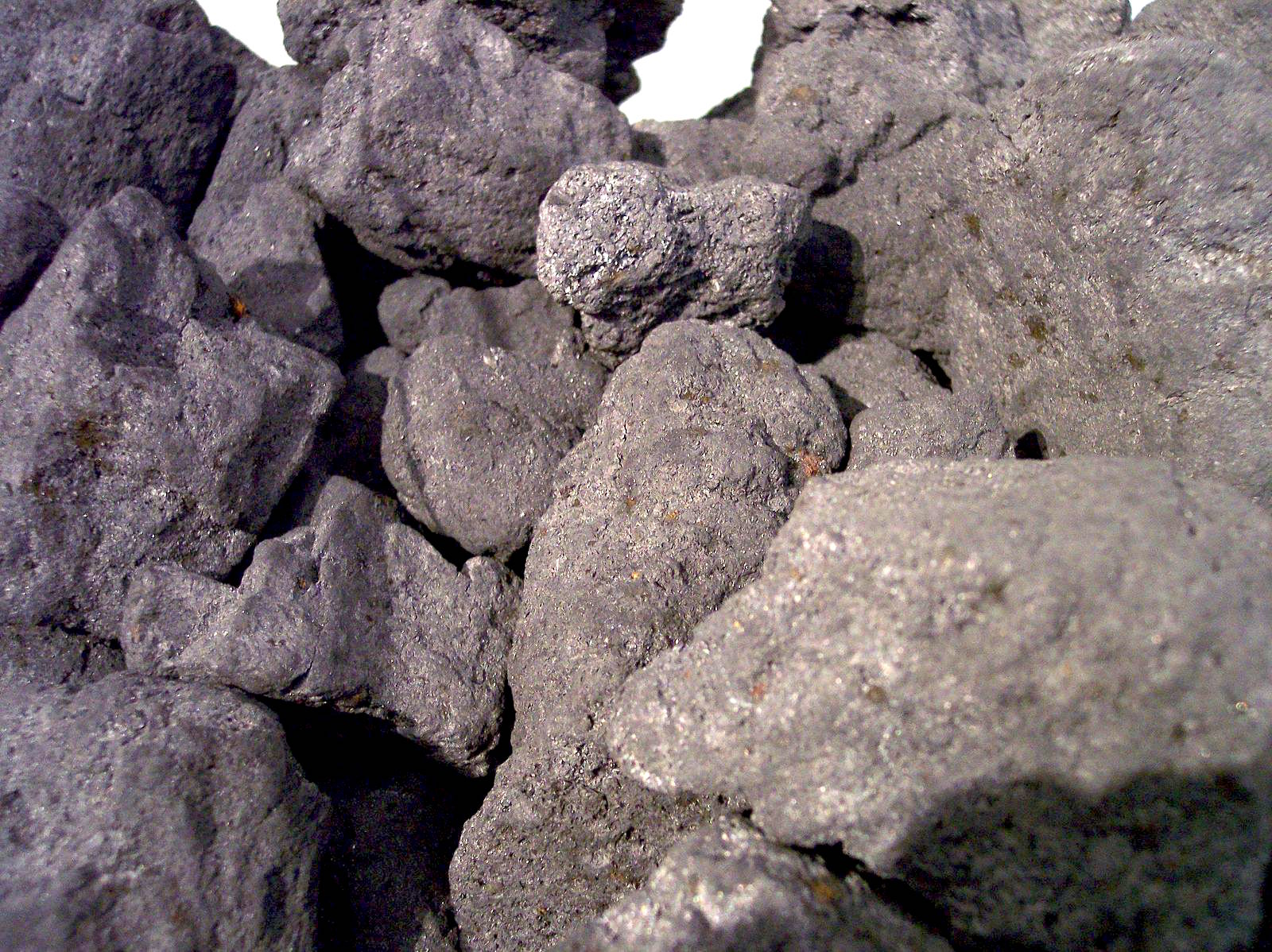
زغال کک

کُک (به انگلیسی: coke) یک مادهٔ جامد پُر کربن است که در فشار و حرارت بالا بر اثر تقطیر آهستهٔ زغال‌سنگ تشکیل می‌شود. از این ماده با عیار کربن ۸۰ تا ۹۰ به‌عنوان سوخت استفاده می‌شود و به‌طور گسترده به‌عنوان یک جایگزین برای زغال‌سنگ محسوب می‌شود. یکی از کاربردهای مهم این سوخت استفاده در ذوب آهن است.

## تعریف کلی زغال‌سنگِ کک
به سنگ‌ها و مواد فسیلی باقیمانده از بقایای گیاهی و جانوری، سنگْ زیست یا بیولیت می‌گویند.
بیولیت‌ها به دو گروه قابل سوختن یا غیرقابل سوختن تقسیم می‌شوند…
بیولیت‌های قابل سوختن را به اصطلاح کاستو بیولیت یا سنگ‌های قابل اشتعال گویند. زغال‌سنگ در واقع از بیولیت‌های نوع قابل سوختن است.
بیولیت‌ها شامل دو گروه بقایای گیاهی و جانوری هستند.
اندام‌های گیاهی در نهایت به تورب، بیتومین و زغال‌سنگ و اندام‌های جانوری به هیدرو کربورها، نفت، گاز و شیل نفتی تبدیل می‌شوند.
برای تحصیل یک تن آهن خام، حدود ۳–۵/۱ تن سنگ آهن، ۱۰۰۰–۹۰۰ کیلوگرم کک و ۶–۵ تن هوا لازم است و سنگ آهک نیز به‌عنوان ماده گداز آور در کوره بلند بکار می‌رود.
در ابتدا ذوب آهن در کوره‌های ابتدائی که از سنگ یا آجر ساخته می‌شد و از هوای دم برای جریان هوا استفاده می‌شد، انجام می‌گرفت و ارتفاع کوره نیز، حداکثر به ۱۰ متر می‌رسید.
ولی امروزه با اختراع ماشین و وارد کردن هوای تحت فشار به کوره، ارتفاع و قطر کوره افزایش یافته و کوره‌های بلند جدید از ورقه‌های آهنی که روی ستونهایی استوار گردیده و ارتفاع بدنه کوره به حدود ۳۰ متر می‌رسد، ساخته شده‌است.
بدین ترتیب، پیشرفت صنعت و احتیاج روزافزون بشر به نوع بهتر آهن، کوره‌های بلند جدید را به‌وجود آورده‌است.

### کک چیست؟
کک roast ماده ای متخلخل است و در کوره بلند به کار می‌رود که یکی از مصارف عمده کک در صنایع متالورژیکی می‌باشد.
کک زغال‌سنگ در کوره بلند نقش‌های مختلف تأمین انرژی، احیاء کانه‌های آهن، ایجاد تخلخل برای عبور گازهای احیاء کننده و کربوره کردن چدن را دارا می‌باشد.

### در کوره کوپل نیز کُک به‌عنوان سوخت و عامل احیاء کننده مصرف می‌شود.
(لازم است ذکر شود که کُک در صنایع ریخته‌گری نیز کاربرد دارد) زغال‌های خاصی جهت تولید کُک متالورژی بکار می‌روند و خواص زغال‌سنگ تعیین‌کننده خواص کک تولیدی است.
مواد غیر آلی زغال‌سنگ موسوم به استریل بوده و در کُک به‌صورت خاکستر باقی می‌ماند و تأثیراتی بر عملکرد کوره بلند می‌گذارد.
وجود خاکستر در کُک سبب افزایش مصرف کک و سنگ آهک در کوره بلند و کاهش ظرفیت تولید باتری‌های کک سازی می‌شود.
کک دارای درصدی از گوگرد و فسفر است درنتیجه مهم‌ترین عامل ورود گوگرد و فسفر به فرایند تولید فولاد، کک می‌باشد. گوگرد و فسفر جزء عناصر مضر در فولادها می‌باشند
ماده ای سیاه رنگ شبیه به زغال‌سنگ است که در گریدهای متفاوت موجود می‌باشد.
همچنین هرنوع کک بسته به نوع آنالیز از جمله درصد کربن، رطوبت، میزان خاکستر، گوگرد و مواد فرّار و غیره… به دست می‌آید.
عمدهٔ کک‌های زغال‌سنگ موجود در ایران از شرکت ذوب آهن می‌باشد. 